# Center Point (Indiana)
Center Point és una població dels Estats Units a l'estat d'Indiana. Segons el cens del 2000 tenia 292 habitants.

## Demografia
Segons el cens del 2000, Center Point tenia 292 habitants, 102 habitatges, i 78 famílies. La densitat de població era de 152,4 habitants per km².
Dels 102 habitatges en un 47,1% hi vivien nens de menys de 18 anys, en un 59,8% hi vivien parelles casades, en un 13,7% dones solteres, i en un 23,5% no eren unitats familiars. En el 21,6% dels habitatges hi vivien persones soles el 9,8% de les quals corresponia a persones de 65 anys o més que vivien soles. El nombre mitjà de persones vivint en cada habitatge era de 2,86 i el nombre mitjà de persones que vivien en cada família era de 3,24.
Per edats la població es repartia de la següent manera: un 36,3% tenia menys de 18 anys, un 4,8% entre 18 i 24, un 28,4% entre 25 i 44, un 18,5% de 45 a 60 i un 12% 65 anys o més.
L'edat mediana era de 33 anys. Per cada 100 dones de 18 o més anys hi havia 84,2 homes.
La renda mediana per habitatge era de 50.833 $ i la renda mediana per família de 52.917 $. Els homes tenien una renda mediana de 29.844 $ mentre que les dones 31.000 $. La renda per capita de la població era de 17.110 $. Entorn del 4,1% de les famílies i el 6,6% de la població estaven per davall del llindar de pobresa.

## Poblacions més properes
El següent diagrama mostra les poblacions més properes.